# Eduard Engel

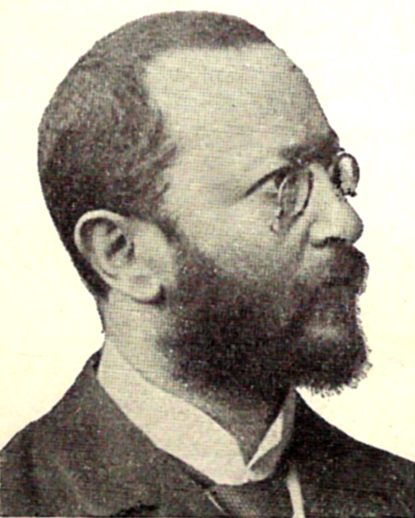
Eduard Engel

Eduard Engel (* 12. November 1851 in Stolp; † 23. November 1938 in Bornim bei Potsdam) war ein deutscher Sprach- und Literaturwissenschaftler, der sich als Kämpfer für „Sprach- und Stilveredelung“ verstand.

## Leben
Eduard Engel wurde am 12. November 1851 in der Kreisstadt Stolp (Hinterpommern) in eine preußisch-jüdische Familie geboren. Seine Eltern waren der Kreisgerichtskanzleirat Levin Engel und dessen Ehefrau Rahel Engel, geborene Klotzmann. Nach dem Tod des Vaters im Jahr 1861 konnte er, obwohl nun die Mittel für das Schulgeld fehlten, das Gymnasium als Freischüler besuchen.
Eduard Engel studierte von 1870 bis 1873 Sanskrit sowie klassische und romanische Philologie an der Friedrich-Wilhelms-Universität in Berlin. 1873 wechselte er nach Rostock und wurde dort 1874 promoviert. Seine Dissertation, verfasst in lateinischer Sprache, trug den Titel De pristinae linguae Francicae syntaxi (deutsch: Über den Satzbau der altfranzösischen Sprache).
Schon als Student arbeitete Engel als Schreiber im Stenographenamt des Preußischen Abgeordnetenhauses. Von 1871 bis 1919 war er amtlicher Stenograph im Deutschen Reichstag und von 1882 bis 1904 Leiter des Stenographenbüros im Reichstag. 1875 heiratete er die Spanierin Paula Dolores de Blavieres y Mendoza (gestorben 1910); die Ehe blieb kinderlos. Von 1912 an war er in zweiter Ehe verheiratet mit Anna Gänger (gestorben 1947).
Von 1879 bis 1884 war Engel Herausgeber des Magazins für die Literatur des Auslandes. Er gab Bücher zur französischen, englischen und nordamerikanischen Literatur heraus und setzte sich als Kritiker für Autoren wie Émile Zola, Edgar Allan Poe, Wilhelm Raabe und Theodor Fontane ein. 1903 erhielt er den Professortitel und war Mitglied des Prüfungsamtes des orientalischen Seminars der Universität Berlin. Seine 1906 erschienene Geschichte der deutschen Literatur von den Anfängen bis zur Gegenwart erlebte achtunddreißig Auflagen. Darin verzichtete er weitestgehend auf die „Darstellung und Erörterung geistes- oder formgeschichtlicher Zusammenhänge, gar noch im Reflex auf historische und gesellschaftliche Verhältnisse“ und beschränkte sich auf „Kurzcharakteristiken der einzelnen Autoren und ihrer Werke“, vertrat aber einen konservativen Standpunkt und polemisierte gegen moderne Literaturströmungen: „Er lehnte den Naturalismus aufs schärfste ab, […] insbesondere eiferte er gegen Hauptmann, so wie später gegen Rilke und George, und obendrein verbohrte er sich immer stärker in sprachpuristische Anschauungen.“
Engel schrieb in früheren Jahren Novellen und befasste sich später nicht allein mit Sprache, sondern auch mit geschichtlichen und politischen Fragestellungen (Die Heimat des Odysseus: Lewkas oder Ithaka; Frankreichs Geistesführer; 1914–1919. Ein Tagebuch; Kaspar Hauser – Schwindler oder Prinz?). Sehr prägend für ihn war seine Liebe zur griechischen Kultur. Seinen Plan, in Griechenland ein Haus zu kaufen oder sogar das Besitzrecht über ein Landstück bzw. eine Insel zu erwerben, konnte er allerdings nie verwirklichen.
Politisch war Engel konservativ eingestellt. Dem Ersten Weltkrieg begegnete er wie viele Deutsche mit Begeisterung. Billigend kommentierte er die Ermordung („Hinrichtung“) der Sozialisten Kurt Eisner („Höllenhund“), Karl Liebknecht und Rosa Luxemburg („verdientes Ende“) 1919 und des Zentrumspolitikers Matthias Erzberger („Erzverderber“) 1921. Die Machtergreifung durch die Nationalsozialisten 1933 begrüßte Engel mit Einschränkungen: Er lobte die Gleichschaltung sowie die Unterdrückung der Sozialdemokraten und Kommunisten, kritisierte aber, die Nationalsozialisten würden das Volk spalten und das Ansehen Deutschlands im Ausland beschädigen. Doch nun wurde Engel seine Zugehörigkeit zum Judentum zum Verhängnis. Trotz seiner deutschnationalen Gesinnung erhielt er ein Publikationsverbot, seine Pension wurde gestrichen. 1936 sprach ihm der Publizist Gerhard Baumann in einem schmalen Buch Jüdische und völkische Literaturwissenschaft, das im Franz-Eher-Verlag erschien, das Recht und die Fähigkeit ab, über deutsche Dinge zu urteilen: „Es ist daher ein Unding, wollten wir einen Neger, einen Juden, einen Mulatten usw., nur weil er, wie es früher einmal möglich war, die deutsche Staatsangehörigkeit erwarb, nun auch als Deutschen ansehen“. Engels erfolgreiche Werke wurden diffamiert und nicht mehr gedruckt. Aller regulären Einkommensquellen beraubt, war er auf die Unterstützung von Freunden angewiesen. Engel starb, verarmt, 1938.

## Der Sprachkritiker
Sein strenges Sprachbewusstsein, mit dem eine Ablehnung verzichtbarer Fremdwörter einherging, entwickelte sich erst um die Jahrhundertwende. 1911 kam Engels berühmtestes Werk heraus, die Deutsche Stilkunst, in der er über mehrere Kapitel hinweg gegen die „Fremdwörterei“ anschrieb, aber auch festhielt:
„Soll denn aber die Wissenschaft auf ihre fremden Kunstausdrücke ganz verzichten? Bist du so ein verrannter Purist, daß du Philosophie, Metaphysik, Kritik, Theologie, Infinitiv, Medizin, Literatur, Drama, Poesie usw. aus der Gelehrtensprache verbannen willst? – Ich bin weder ein verrannter Purist, noch überhaupt ein Purist in dem albernen Sinne, den die Fremdwörtler aus schlechtem Gewissen damit verbinden, und es fällt mir gar nicht ein, die einstweilen und wahrscheinlich noch für lange schwer entbehrlichen, fest eingebürgerten Kunstwörter der Wissenschaften zu verdammen. Der Leser weiß ja längst, daß ich selbst eine gewisse Anzahl zwanglos gebrauche, nicht ausschließlich, sondern zuweilen abwechselnd, jedenfalls aber sie nicht alle verwerfe.“

## Engel als Opfer eines Plagiats
Engels Deutsche Stilkunst, die enormen Anklang als Lehrbuch des Ausdrucks gefunden hatte, erschien letztmals 1931 in einunddreißigster Auflage.
1944 kam unter gleichem Titel im Verlag C.H. Beck ein neues Buch von Ludwig Reiners heraus, das nach Ansicht des Schweizer Sprachwissenschaftlers Stefan Stirnemann ein Plagiat darstellt. Dieses Buch erlebte bis in die 1990er Jahre zahlreiche Neuauflagen. Der Literaturwissenschaftlerin Heidi Reuschel zufolge, die nicht ganz so hart urteilt wie Stirnemann, weist das Werk von Reiners allein in einigen von ihr untersuchten Kapiteln „hunderte von Übereinstimmungen mit Engels Werk auf“. Sie schließt ihre Arbeit mit den Sätzen „Engel und seiner Stilkunst muss Gerechtigkeit widerfahren, indem in Zukunft nicht mehr auf Reiners, sondern auf ihn verwiesen wird. Der Erfolg der Reinersschen Stilkunst soll nicht weiter anhalten [...].“ Stirnemann schreibt, dass so ein „Betrug“ nur im Dritten Reich möglich war, weil „Juden“ keinen Rechtsschutz besaßen. Die Erben Engels konnten den Betrug nicht verhindern, weil sie verfolgt wurden und keine Rechte besaßen. Stirnemann hält es für ausgeschlossen, dass der Verlag diesen Betrug nicht bemerkt hatte. Engels Veröffentlichungen wurden erst nach zwei Generationen neu aufgelegt: 2016 erschien im Verlag Die andere Bibliothek eine zweibändige Neuausgabe der 31. Auflage von 1931 mit einem Vorwort von Stefan Stirnemann, 2017 veröffentlichte der Zürcher Persephone-Verlag eine einbändige Neuausgabe der 30. Auflage von 1922. Digitalisate diverser Auflagen sind online verfügbar.

## Werke (Auswahl)
- Italienische Liebeslieder, Aschersleben 1875
- Lord Byron. Eine Autobiographie nach Tagebüchern und Briefen, 1876 (5. Aufl. 1904: Byrons Briefe und Tagebücher)
- Königin Luise, Berlin 1876
- Geschichte der französischen Literatur von den Anfängen bis zur Gegenwart, Leipzig 1882 (9. Aufl. 1920)
- Hat Francis Bacon die Dramen Shakespeares geschrieben? 2. Aufl. Leipzig 1883
- Geschichte der englischen Literatur und der Literatur Nordamerikas, Leipzig 1883 (9. Aufl. 1923)
- Psychologie der französischen Literatur, 1884 (3. Aufl. Berlin 1903)
- Die Uebersetzungsseuche in Deutschland, 1884
- Heines Memoiren (Hrsg.), 1884
- Die Aussprache des Griechischen, Jena 1887
- Griechische Frühlingstage, Jena 1887 (4. Aufl. Radebeul 1927)
- Eisenbahnreform, Jena 1888 (ab 1890 als „neubearbeitete Volksausgabe“ unter dem Titel Der Zonentarif)
- Wand an Wand (Novelle), 1890
- Ausgewiesen (Novelle), 1890
- William Shakespeare, 1897
- Des Lebens Würfelspiel (Novelle), 1903
- Shakespeare-Rätsel, Leipzig 1904
- Geschichte der Deutschen Literatur von den Anfängen bis in die Gegenwart, 2 Bände, 1906 (38. Aufl. 1929; Digitalisat des 1. Bandes von 1906; Digitalisat des 2. Bandes von 1906)
- Goethe. Der Mann und das Werk, 1909 (14. Aufl. 1921)
- Kurzgefasste deutsche Literaturgeschichte, 1909 (37. Aufl. 1929)
- Deutsche Stilkunst, 1911 (31. Aufl. 1931; Neuausgabe in zwei Bänden mit einem Vorwort von Stefan Stirnemann, Die andere Bibliothek, Berlin 2016, ISBN 978-3-8477-0379-2;)
- Der Wohnsitz des Odysseus, 1912
- Deutsche Meisterprosa, 6 Auflagen im Jahr 1913
- Volksausgabe von Goethes Werken (Hrsg.), Leipzig 1912
- 1914–1919. Ein Tagebuch. Westermann, Berlin/Braunschweig/Hamburg 1915–1920 (6 Bände, Digitalisate).
- Sprich Deutsch! Zum Hilfsdienst am Vaterland, 1917 (erschienen im vierten Jahr des Weltkrieges ums deutsche Dasein, vorangestellt u. a. das Schiller-Zitat: „Die deutsche Sprache wird die Welt beherrschen.“; 40. Aufl. 1923; Volltext der 2. Aufl. 1917)
- Entwelschung. Verdeutschungswörterbuch für Amt, Schule, Haus und Leben, 1918 (5. Auflage 1929; neu bearbeitet 1955 von Lutz Mackensen; Digitalisat der Auflage von 1918)
- Gutes Deutsch, 1918 (5. Auflage 1933, Digitalisat der Erstauflage)
- Freudvoll und leidvoll, Goethes Gedichte der Liebe, 1920
- Fremdwörterbuch, 1922
- Was bleibt? Die Weltliteratur, 1928 (Digitalisat)
- Menschen und Dinge. Aus einem Leben, Koehler & Ameling, Leipzig 1929
- Kaspar Hauser. Schwindler oder Prinz?, Westermann, Braunschweig 1931